# Richard Bellman
Richard Ernest Bellman (* 29. August 1920 in Brooklyn, New York; † 19. März 1984 in Los Angeles, Kalifornien) war ein US-amerikanischer Mathematiker.

## Leben
Bellman studierte Mathematik am Brooklyn College (B.A.) und der University of Wisconsin (M.A.). Er arbeitete im Bereich der theoretischen Physik in Los Alamos.
1946 erhielt er seinen Ph.D. von der Princeton University mit der Schrift On the Boundedness of Solutions of Non-Linear Differential and Difference Equations. Nach seiner Promotion blieb er zunächst als Assistant Professor in Princeton und wurde 1948 Associate Professor für Mathematik an der Stanford University. 1952 wechselte er zur Rand Corporation, wo er sich mit Entscheidungsprozessen beschäftigte. Seine Erfindung der Dynamischen Programmierung 1953 war ein wichtiger Durchbruch auf diesem Gebiet, aber auch von großer Bedeutung für zahlreiche andere Bereiche wie z. B. die Bioinformatik. 1965 wechselte er als Professor für Mathematik, Elektrotechnik und Medizin an die University of Southern California.
Er veröffentlichte zahlreiche Aufsätze, Bücher und Monographien. Nach ihm sind der Bellman-Algorithmus, der Algorithmus von Bellman und Ford und das Optimalitätsprinzip von Bellman benannt.
1966 hielt er einen Plenarvortrag auf dem Internationalen Mathematikerkongress in Moskau (Dynamic Programming and Modern Control Theory). 1970 erhielt er den ersten Norbert-Wiener-Preis und den ersten Dickson Prize in Science. 1975 wurde er in die American Academy of Arts and Sciences gewählt, 1976 erhielt er den zweiten John-von-Neumann-Theorie-Preis, 1979 die IEEE Medal of Honor. Seit 1977 war Bellman Mitglied der National Academy of Engineering und seit 1983 der National Academy of Sciences.

## Schriften
- Stability of differential equations. McGraw-Hill, New York NY u. a. 1953 (Unabridged and unaltered republication of the 1953 edition. Dover Publishing, New York NY 1969; in russischer Sprache: Теория устойчивости решений дифференциальных уравнен. Издательство Иностранной Литературы, Москва 1954).
- Dynamic Programming. Princeton University Press, Princeton NJ 1957 (Auch: ebenda 2010, ISBN 978-0-691-14668-3; in russischer Sprache: Динамическое программирование и уравнения в частных. Издательство мир, Москва 1974).
- Introduction to matrix analysis. McGraw Hill, New York NY u. a. 1960 (2nd edition. ebenda 1970; auch: (= Classics in Applied Mathematics. Vo. 12). Society for Industrial and Applied Mathematics, Philadelphia PA 1995, ISBN 0-89871-346-3; in russischer Sprache: Введение в теорию матриц. Издательство Наука, Москва 1976).
- A Brief Introduction to Theta Functions. Holt, Rinehart and Winston, New York NY 1961.
- Adaptive Control Processes. A guided Tour. Princeton University Press, Princeton NJ 1961 (In deutscher Sprache: Dynamische Programmierung und selbstanpassende Regelprozesse. Oldenbourg, München u. a. 1967; in russischer Sprache: Процессы, регулирования с адаптацией. Издательство Наука, Москва 1964).
- Perturbation techniques in mathematics, physics and engineering. Holt, Rinehart & Winston, New York 1964.
- mit Edwin Beckenbach: Introduction to Inequalities (= New Mathematical Library. Vol. 3). Random House, New York NY 1961 (In russischer Sprache: Введение в неравенства. Издательство мир, Москва 1965).
- mit Stuart E. Dreyfus: Applied dynamic programming. Princeton University Press, Princeton NJ 1962 (In russischer Sprache: Прикладные задачи динамического программирования. Издательство Наука, Москва 1965).
- mit Kenneth L. Cooke: Differential-Difference Equations (= Mathematics in Science and Engineering. Band 6, ISSN 0076-5392). Academic Press, New York NY u. a. 1963.
- (ab 2. Auflage mit Kenneth L. Cooke): Modern elementary differential equations. Addison-Wesley, Reading MA u. a. 1968 (2nd edition. ebenda 1971; Unabridged, slightly corrected republishing of the 2nd edition. Dover Publications, New York NY 1995, ISBN 0-486-68643-4).
- mit Kenneth L. Cooke und Jo Anne Lockett Algorithms, Graphs and Computers (= Mathematics in Science and Engineering. Vol. 62). Academic Press, New York NY u. a. 1970, ISBN 0-12-084840-6.
- Methods in nonlinear analysis (= Mathematics in Science and Engineering. Vol. 61, 1–2). 2 Bände. Academic Press New York NY u. a. 1970–1973, ISBN 0-12-084901-1 (Band 1), ISBN 0-12-084902-X (Band 2).
- mit Edward Angel: Dynamic programming and differential equations (= Mathematics in Science and Engineering. Vol. 88). Academic Press, New York NY u. a. 1972, ISBN 0-12-057950-2 (In russischer Sprache: Динамическое программирование и уравнения в частных. Издательство мир, Москва 1974).
- mit G. M. Wing: An Introduction to invariant imbedding. Wiley, New York NY u. a. 1975, ISBN 0-471-06416-5.
- Introduction to artificial intelligence. Can computers think? Boyd & Fraser, San Francisco CA 1978, ISBN 0-87835-066-7.
- mit George Adomian: Partial Differential Equations. New methods for their treatment and solution (= Mathematics and its Applications. Vol. 15). Reidel Publishing, Dordrecht 1985, ISBN 90-277-1681-1.
- Selective Computation. World Scientific, Singapore u. a. 1985, ISBN 9971-966-86-7.
- mit Robert S. Roth: Techniques in approximation. Methods for mathematical modelling (= Mathematics and its Applications. Vol. 26). Reidel Publishing, Dordrecht u. a. 1986, ISBN 90-277-2188-2.